# Envelliment cel·lular

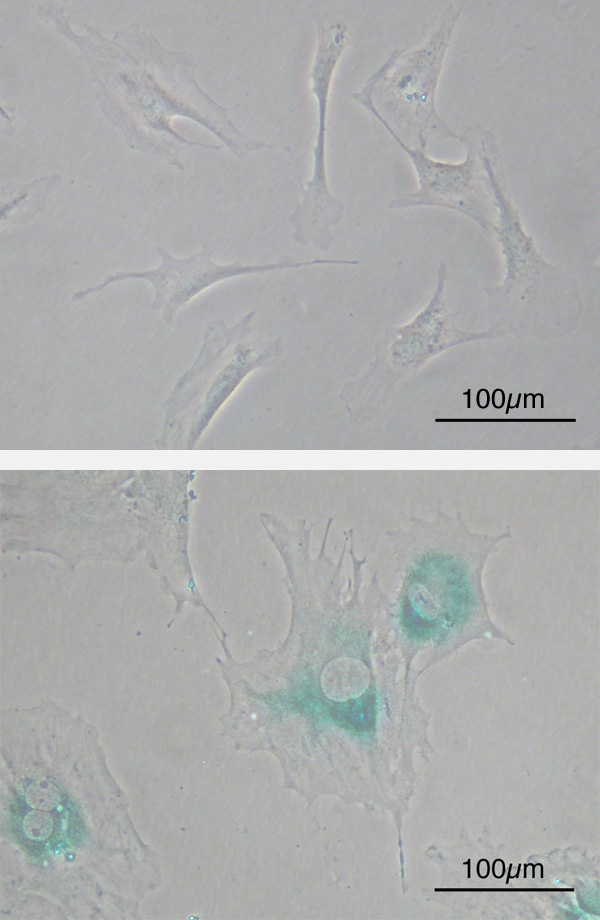
Senescència cel·lular
(a dalt) Cèl·lules fibroblàstiques embriòniques primàries en el ratolí (MEFs) abans de la senescència. (més a sota) les MEFs amb forma de fus esdevenen senescents. Les cèl·lules creixen més grosses i de forma més plana i expressen senescència associada a β-galactosidasa (SABG, parts blaves), un marcador de la senescència cel·lular.

La senescència cel·lular és el fenomen en què cèl·lules normals diploides diferenciades perden la capacitat de dividir-se, normalment després d'unes 50 divisions cel·lulars in vitro. Tot i això, algunes cèl·lules esdevenen senescents abans, degut a trencaments de la doble hèlix de l'ADN, a toxines, etc. Aquest fenomen també rep el nom de senescència replicativa, fenomen de Hayflick o límit de Hayflick en honor del doctor Leonard Hayflick, que fou el primer a publicar aquesta informació el 1965. En resposta a danys a l'ADN (incloent-hi l'escurçament de telòmer) les cèl·lules poden envellir, o autodestruir-se (apoptosi, mort cel·lular programada) si els danys no es poden reparar.
Un estudi publicat el 2017 trobà que la senescència cel·lular es pot revertir.

## Funcions
La senescència cel·lular és el procés iniciat com a resposta a l'estrès i al dany ocorregut en una cèl·lula. Constitueix una ruta alternativa de resposta a la mort cel·lular programada i és de vital importància per suprimir la formació de cèl·lules del càncer. A més, també està associada a la reparació i inflamació de teixits, processos associats al creixement tumoral. D'aquesta manera, la senescència cel·lular està associada als processos de supressió i promoció de tumors simultàniament, igual que en l'envelliment i la reparació de teixits, rols que són diametralment oposats; es deu al fet que té un comportament pleiotròpic antagonista, on un gen pot tenir un impacte d'adaptació positiu en alguns trets i simultàniament un impacte negatiu en d'altres.

### Senescència cel·lular i envelliment
Existeix una forta relació entre la senescència cel·lular i l'envelliment. Alguns estudis se centren especialment en el paper de la proteïna p53. En proves en ratolins que van ser modificats per produir nivells alts de p53 es va trobar presentaven taxes de càncer gairebé inexistents, atès que p53 és un supressor de tumors, però la seva vida mitjana era significativament més curta i presentaven símptomes d'un envelliment prematur. Això va portar a determinar la correlació entre la senescència i l'envelliment. Tot i això, paral·lelament, alguns dels ratolins tenien una modificació que feia que els nivells de p53 fossin més alts després de l'activació natural de la resposta de senescència i, per tant, tenien la mateixa taxa de resistència al càncer però no tenien un envelliment accelerat; les proteïnes regulades naturalment tenien un efecte oposat a les no regulades, el que mostra la influència d'altres factors fisiològics sobre el procés de senescència.